# Missio in bona
Missio in bona („Einweisung in das Vermögen [des Schuldners]“) ist ein Begriff des römischen Rechts. In nachklassischer Zeit etablierte sich die Bezeichnung missio in possessionem (rei servandae causa). Die Maßnahme wurde mittels prätorischen Edikts beziehungsweise vom Provinzstatthalter nach Sachprüfung verfügt und bedeutete die gerichtliche Einweisung eines Gläubigers in das Vermögen seines nicht zahlungsbereiten, insolventen oder unerreichbaren Schuldners (vocatus), soweit dieser auch keinen Gewährsmann (vindex) gestellt hat (Vermögensexekution). Eröffnet wurde der Zugriffsakt durch Beschlagnahme und deren Verkündung an alle angeschlossenen Gläubiger. Auch die Angehörigen und Freunde des Schuldners wurden in Kenntnis gesetzt. Da die Gütereinweisung keine neuen Eigentumsverhältnisse eröffnete, bedeutete sie lediglich, dass ein Verkauf (venditio, später: distractio bonorum) mit Erlösauskehr an den Gläubiger beziehungsweise die angeschlossenen Gläubiger erfolgt, sofern die Schuld nicht innerhalb einer Frist von dreißig Tagen beglichen wird (Gesamtvollstreckung). Zwischenzeitliche Besitzinterdikte zugunsten des Gläubigers waren nicht zugelassen, weshalb Nähe zum Institut des  Pfandrechts mit seinen Sorgfaltspflichten (Obhut) auffällt.
Gegenstück ist die cessio bonorum, die auf Freiwilligenbasis beruhte. Der Schuldner (vocatus) konnte sich durch die selbsttätige Vermögensabtretung vor Nachteilen schützen, die ansonsten eine gerichtliche Einweisung zugunsten des Gläubigers mit sich gebracht hätte. Anfänglich diente die Besitzeinweisung lediglich der pfandweisen Sicherung der Forderung des Gläubigers (missio in bona rei servandae causa) und führte zur Ausübung der tatsächlichen Gewalt über das gesamte Schuldnervermögen.